# Trouble (album Whitesnake)
Trouble – pierwszy album muzyczny grupy rockowej Whitesnake wydany w 1978 roku.

## Lista utworów
| 1.  | "Take Me With You" (David Coverdale, Micky Moody)                                   | 4:45  |
|     |                                                                                     |       |
| 2.  | "Love to Keep You Warm" (Coverdale)                                                 | 3:44  |
|     |                                                                                     |       |
| 3.  | "Lie Down" (A Modern Love Song) (Coverdale, Moody)                                  | 3:14  |
|     |                                                                                     |       |
| 4.  | "Day Tripper" (John Lennon, Paul McCartney)                                         | 3:47  |
|     |                                                                                     |       |
| 5.  | "Night Hawk" (Vampire Blues) (Coverdale, Bernie Marsden)                            | 3:39  |
|     |                                                                                     |       |
| 6.  | "The Time Is Right for Love" (Coverdale, Moody, Marsden)                            | 3:26  |
|     |                                                                                     |       |
| 7.  | "Trouble" (Coverdale, Marsden)                                                      | 4:48  |
|     |                                                                                     |       |
| 8.  | "Belgian Tom's Hat Trick" (Moody)                                                   | 3:26  |
|     |                                                                                     |       |
| 9.  | "Free Flight" (Coverdale, Marsden)                                                  | 4:06  |
|     |                                                                                     |       |
| 10. | "Don't Mess With Me" (Coverdale, Moody, Marsden, Neil Murray, Jon Lord, Dave Dowle) | 3:25  |
|     |                                                                                     |       |
|     |                                                                                     | 38:20 |
|     |                                                                                     |       |

## Twórcy
- David Coverdale – wokal
- Micky Moody – gitara
- Bernie Marsden – gitara
- Neil Murray – bas
- Jon Lord – Keyboard
- Dave Dowle – perkusja